# Keos
 (septembre 2024).
Keos est une série de bande dessinée historique ancrée dans l’Égypte antique, créée par Jacques Martin (scénario) et Jean Pleyers (dessin) en 1992.

## Albums
1. Osiris (1992)
2. Le Cobra (1993)
3. Le Veau d’or (1999)

## Éditeurs
- Bagheera : tome 1 (première édition du tome 1)
- Hélyode : tome 2 (première édition du tome 2)
- Casterman : tomes 1 à 3 (première édition du tome 3)